# Naviglio del Brenta

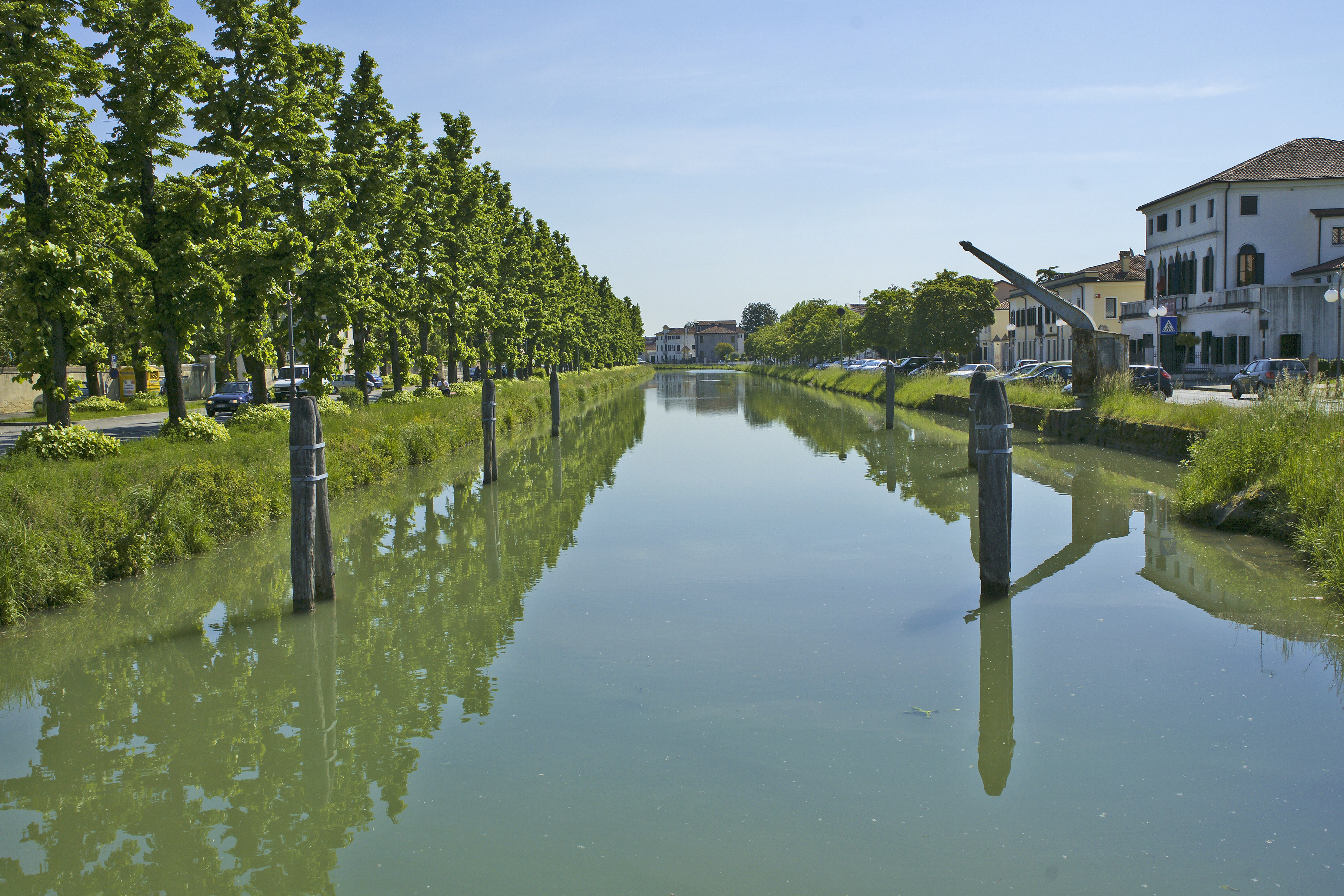
Naviglio del Brenta à Mira.

Le canal de la Brenta (en italien Naviglio del Brenta) ou Brenta Vecchia est un bras mineur (de 27,37 km de longueur) du fleuve Brenta, qui, partant de la commune de Stra, traverse les communes de Fiesso d'Artico, Dolo et Mira, pour déboucher près de Fusina dans la lagune de Venise. Grâce au canal Piovego, qui prolonge vers l’ouest le canal de la Brenta et relie celui-ci à la ville de Padoue, le naviglio permet la liaison fluviale entre la lagune de Venise et Padoue.

## Géographie

Les canaux entre la Brenta et le Bacchiglione.

Le naviglio représente l’antique bras naturel du fleuve Brenta, qui transportait autrefois ses eaux vers la lagune de Venise avant que les importants aménagements hydrauliques réalisés par la république de Venise (laquelle dut mettre plus d’une fois à contribution les compétences techniques de Léonard de Vinci), puis ceux accomplis encore jusqu’au XXe siècle, ne déviassent le cours principal plus au sud, l’éloignant de la lagune de Venise et contraignant le fleuve à se jeter directement dans la mer Adriatique. Cette œuvre hydraulique consiste dans les tronçons de la Brenta Nuova et de la Brenta Nuovissima, lesquels comportent un système d’écluses et de ponts mobiles rendant le fleuve apte à la navigation.
Dans la zone habitée le long du naviglio appelée Riviera del Brenta émergeront, entre les XVIe et XVIIIe siècles, des dizaines de « villas vénitiennes », résidences estivales de la noblesse vénitienne. 
Le Naviglio del Brenta fait partie du système de rivières et canaux, qui depuis les temps les plus reculés reliaient les villes de Vénétie entre elles et avec la lagune. Sur ce réseau fluvial circulaient les marchandises de l’intérieur des terres vers Venise, comme les matériaux de construction (bois, marbre, pierre, sable, etc.) et les produits agricoles. Le transport se faisait avec des chalands (burchi, pluriel de burchio) traînés par des chevaux.
Naviguaient aussi sur le naviglio les dénommés burchielli, coches d’eau pour le transport de la poste et des passagers, qui étaient de luxueuses embarcations à trois ou quatre ponts, avec de grandes cabines, utilisées par les Vénitiens aisés pour rejoindre leurs villas de campagne.

## Histoire

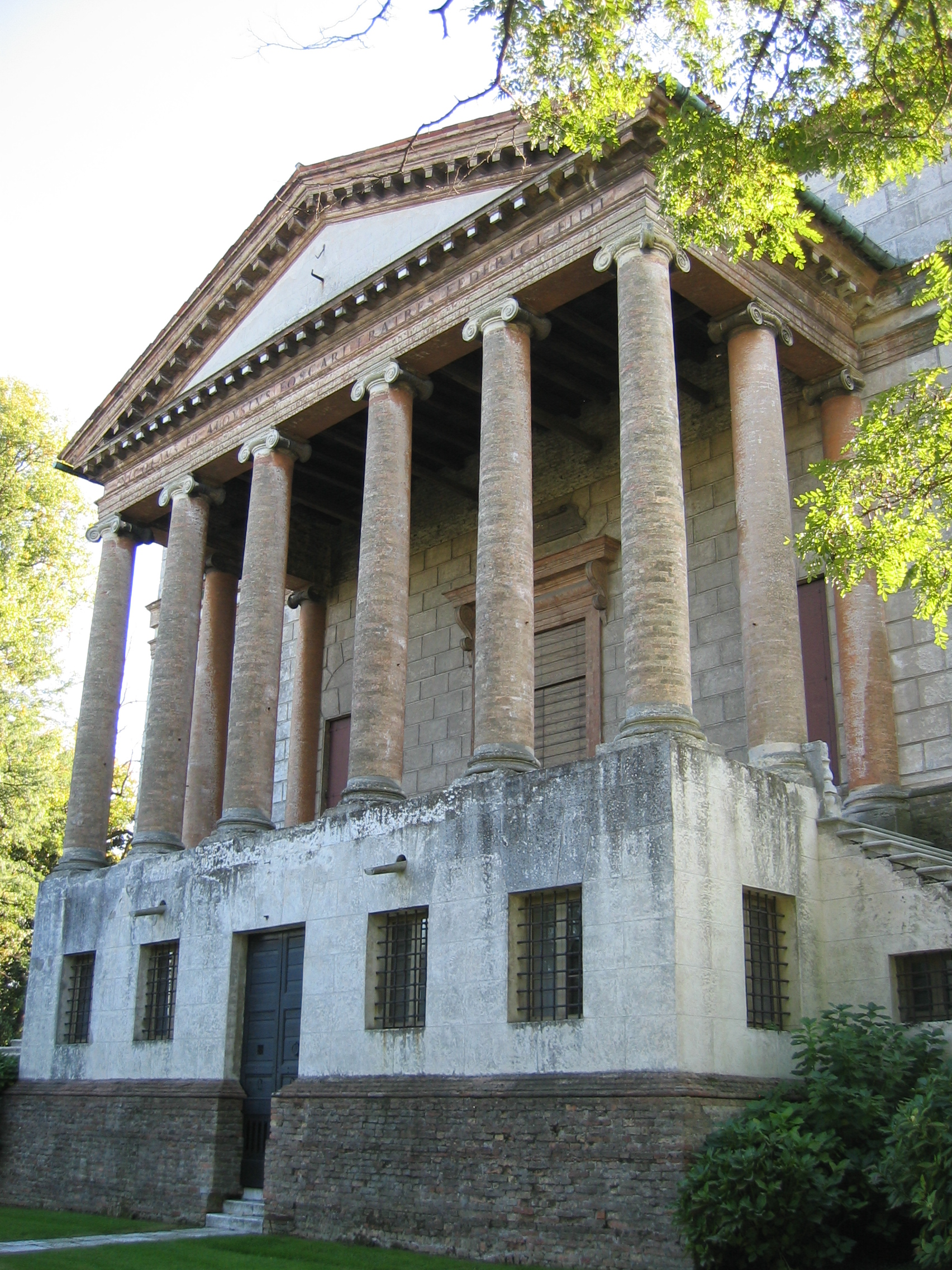
Villa Foscari dite la « Malcontenta » de Mira

Au XVe siècle, afin d’assurer leur assise sur la péninsule italienne, les Vénitiens partirent à la conquête de la terre ferme et après de vifs affrontements contre Vérone, Padoue, Milan, Vicence, etc. ils mirent en valeur de grands domaines en y faisant construire des résidences secondaires, entre la ferme et le palais, inspirées des beaux palais du Grand Canal de Venise. 
Ils firent appel notamment à l’architecte Andrea Palladio de Padoue. Des centaines de villas palladiennes virent le jour le long des canaux, entre Padoue et Fusina à l’embouchure du Naviglio del Brenta dans la lagune. Ces villas, palais et autres édifices, dont la plupart sont inscrits au patrimoine mondial de l'humanité établi par l'UNESCO, bordent le Naviglio del Brenta (Riviera del Brenta), le Canale Piovego, le canale Brentella etc.

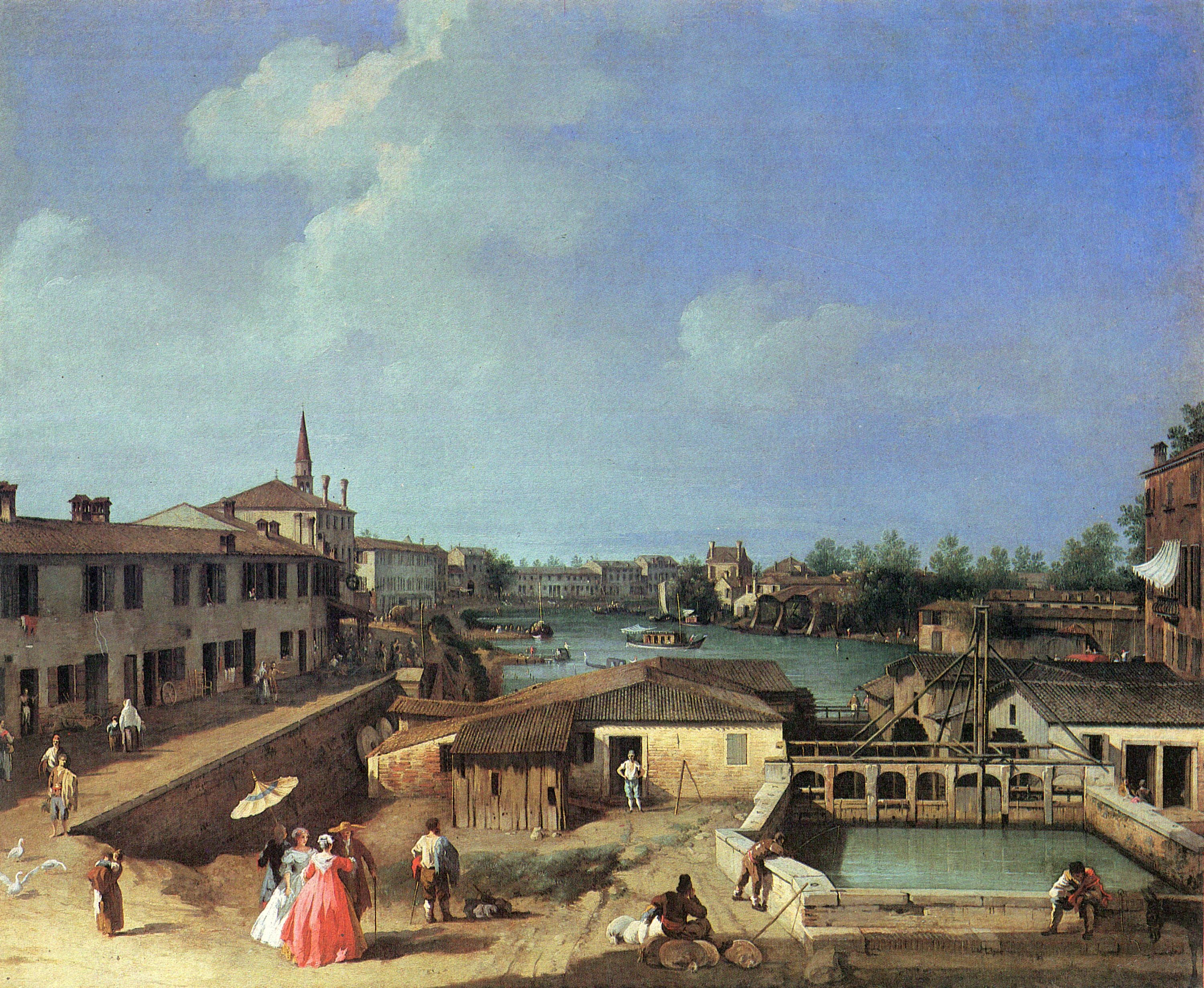
Les écluses de Dolo sur la Brenta 1730-1735 par Canaletto Staatsgalerie (Stuttgart)
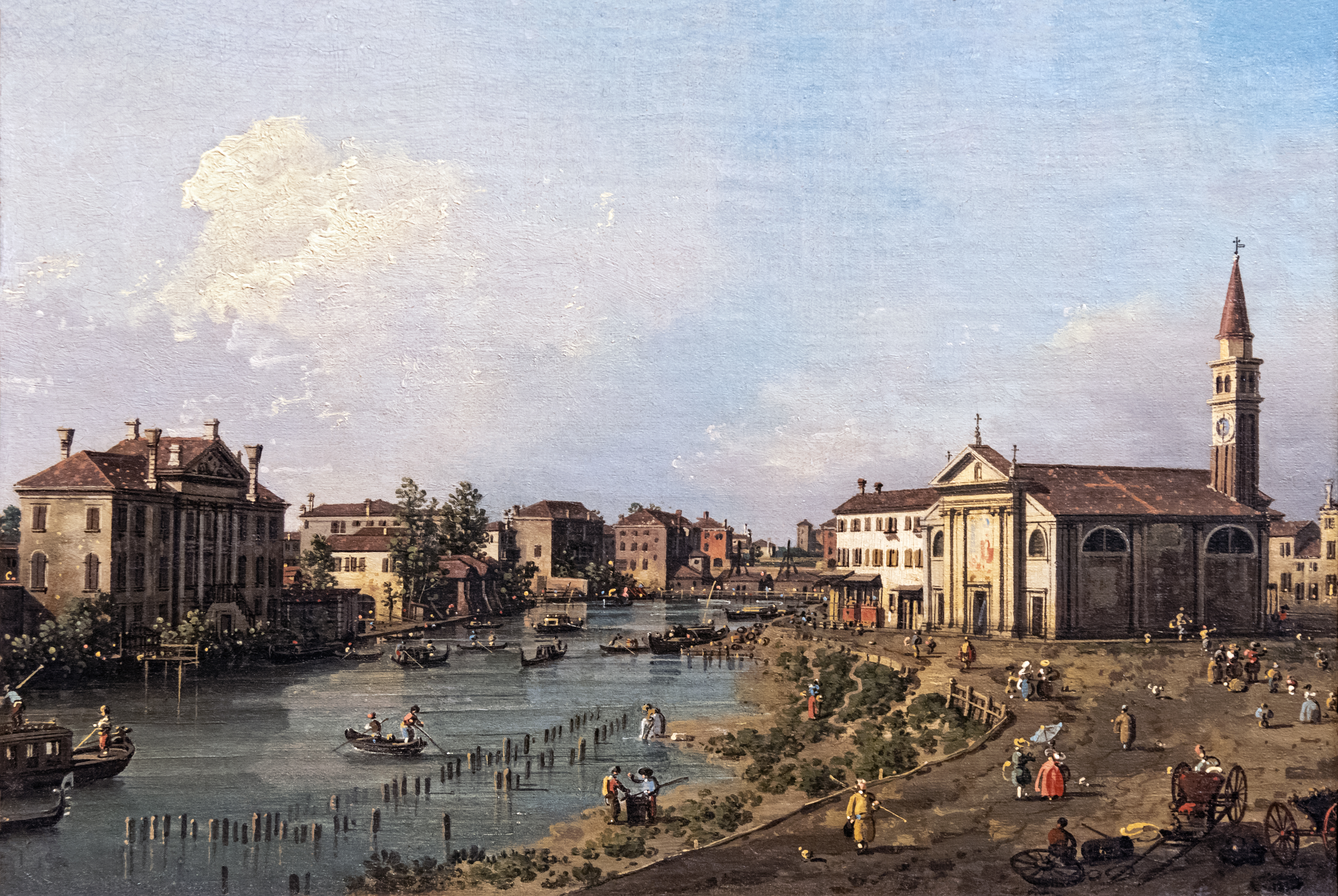
Vue de Dolo par Canaletto 1740 Fondation Bemberg

Des croisières touristiques sur de petits bateaux (75 à 125 places) sont aujourd’hui organisées entre Padoue et Venise.

## Folklore et littérature
En 1574, le futur roi de France, Henri III, navigua le long des rives du naviglio pour rencontrer le doge à Venise, duquel il obtint un prêt de 100 000 scudi sans intérêt. L'accueil fut triomphal et depuis, chaque année, un pittoresque cortège d’embarcations historiques vénitiennes remontent le naviglio pour commémorer l’épisode.
Casanova, qui, enfant, fut placé en pension à Padoue par décision de ses parents et fut donc amené à faire le voyage entre Venise et Padoue, évoque le naviglio et le burchiello au début de ses Mémoires :

« En peu de jours, la pension fut trouvée, et le 2 avril 1734, le jour où j’accomplissais ma neuvième année, on me conduisit à Padoue dans un burchiello par le canal de la Brenta. Nous nous embarquâmes à dix heures du soir, immédiatement après souper.

Le burchiello peut être regardé comme une petite maison flottante. Il y a une salle avec un cabinet à chacun des deux bouts, et gîte pour les domestiques à la proue et à la poupe : c’est un carré long à impériale, bordée de fenêtres vitrées avec des volets. On fait le voyage en huit heures »

— Mémoires de Casanova.